# Liste der Monuments historiques in La Ferté-Hauterive
Die Liste der Monuments historiques in La Ferté-Hauterive führt die Monuments historiques in der französischen Gemeinde La Ferté-Hauterive auf.

## Liste der Bauwerke
| Bezeichnung                    | Beschreibung                       | Standort | Kennzeichnung | Schutzstatus | Datum | Bild           |
| ------------------------------ | ---------------------------------- | -------- | ------------- | ------------ | ----- | -------------- |
| Château des Echerolles         | Schloss, erbaut im 17. Jahrhundert | (Lage)   | PA03000020    | Inscrit      | 2003  | weitere Bilder |
| Donjon des ehemaligen Priorats | Erbaut im 14./15. Jahrhundert      | (Lage)   | PA00093103    | Inscrit      | 1986  | weitere Bilder |

## Liste der Objekte
- Monuments historiques (Objekte) in La Ferté-Hauterive in der Base Palissy des französischen Kultusministeriums